# 相馬市立磯部中学校
相馬市立磯部中学校（そうましりつ いそべちゅうがっこう）は、福島県相馬市磯部にある公立中学校。

## 概要
通称は「磯中（いそちゅう）」。福島県立相馬東高等学校と連携型中高一貫教育を行っている。
2025年度より磯部小学校に併置する予定である。
生徒数は11人。学級数は2学級で、1・2年生が複式学級である（いずれも2024年度）。

## 沿革
- 1947年（昭和22年）
  - 4月1日 - 磯部村立磯部中学校として、磯部小学校に併置する形で創立[4]。
  - 4月25日 - 開校[4]。
- 1948年（昭和23年）10月 - 校章を制定[4]。
- 1949年（昭和24年）3月14日 - 新校舎を落成[4]。
- 1954年（昭和29年）3月31日 - 町村合併により相馬市立磯部中学校に改称[4]。
- 1956年（昭和31年）4月 - 学校給食を開始[1]。
- 1959年（昭和34年）9月15日 - 校庭を拡張（2,000坪）[4]。
- 1961年（昭和36年）3月15日 - 校歌を制定[4]。
- 1962年（昭和37年） - 給食室が完成（3月）[1]。この年に史上最多生徒数（323名）を記録する[5]。
- 1963年（昭和38年）2月8日 - 体育館を落成[4]。
- 1968年（昭和43年）8月20日 - 教室2室およびクラブ室を増築[4][5]。
- 1973年（昭和48年） - 特殊学級（現：特別支援学級）を開設[6]。
- 1976年（昭和51年）7月6日 - 小学校との共同プールを落成[4][5]。
- 1982年（昭和57年）3月 - 磯部字狐穴に新校舎を落成[1][5]。
- 1983年（昭和58年）2月 - 新体育館を落成[1]。
- 1996年（平成8年） - 創立50周年記念事業を実施[5]。
- 2011年（平成23年）3月11日 - 東北地方太平洋沖地震で生徒らが孤立したが翌12日までに自衛隊に救助された[7]。
- 2023年（令和5年）8月 - バレーボール部が東北大会で準優勝し、全国大会へ出場[8][9]。

## 生徒数
ピークを迎えた1962年度からは減少傾向にあり、特に東日本大震災後は著しく減少している。
| 年度               | 生徒数        |
| ------------------ | ------------- |
| 1947年（昭和22年） | 149           |
| 1950年（昭和25年） | 226           |
| 1955年（昭和30年） | 226           |
| 1960年（昭和35年） | 250           |
| 1962年（昭和37年） | 323(最多年度) |
| 1965年（昭和40年） | 245           |
| 1970年（昭和45年） | 167           |
| 1975年（昭和50年） | 115           |
| 1980年（昭和55年） | 101           |
| 1985年（昭和60年） | 94            |
| 1990年（平成2年）  | 116           |
| 1995年（平成7年）  | 102           |
| 2000年（平成12年） | 72            |
| 2010年（平成22年） | 68            |
| 2015年（平成27年） | 23            |
| 2020年（令和2年）  | 18            |

## 校歌
3番まである。なお学校名は一切登場しない。
- 作詞：鈴木久義
- 作曲：荒義剛

## 交通
- JR常磐線日立木駅より約6.3km